# Technologies de Star Trek
Tout univers de fiction, comme celui de Star Trek, s'enrichit d'artifices pour créer des ambiances dans un univers cohérents et pour résoudre des intrigues à l'aide de « machina ex Deus ».
Ces inventions sont souvent des projections dans le futur de rêves contemporains.

## Maîtrise énergie/matière
- Systèmes inertiels
- Noyau de distorsion
- Réplicateurs
- Tubes de plasma réfrigérant
- Nexus
- Entité « Q »

### Projet Genesis
Le projet Genesis est un projet de recherche consistant à créer un engin capable de terraformer une planète entière : le dispositif Genesis.
Ce dispositif fut inventé en 2285 par le docteur Carol Marcus. Il avait pour fonction, une fois activé, de déconstruire toute matière se trouvant dans son rayon d'action, avant de la réorganiser dans de nouvelles formes, afin de créer une planète capable d’accueillir la vie humanoïde.
Ce dispositif tomba entre les mains de Khan Noonien Singh, un enfant de l'eugénisme du XXe siècle, abandonné sur la planète Ceti Alpha V des années auparavant par le Capitaine Kirk. Khan se servit alors du dispositif, le faisant exploser au cours d'une bataille.
La conséquence principale de la destruction du dispositif Genesis fut la terraformation de la nébuleuse Mutara en une planète sur laquelle se développa une vie luxuriante. Très peu de temps après, la planète tout entière devint instable : séismes, volcanisme et violents changements climatiques en firent une planète au bord de la destruction totale.
La fin de la planète Genesis, dans une gigantesque explosion, marque l'échec retentissant du projet Genesis, qui est abandonné.

## Équipements sanitaires
- Équipements de vie/survie
- Respirateurs
- Kits médicaux
- Tricordeur médicaux
- Hypospray
- Biolits
- Sciences génétiques
- Cryogénie
- Stase
- Neutraliseur Neural
- Hologrammes médicaux
- Chirurgie
- Prothèses
- Machines d'androïdes : Lieutenant commander Data et B4 (créé par le docteur Sung, fonctionne grâce à un IA positronique)
- Visor
- Exosquelettes
- Casques

## Systèmes d'information
- Mémoire centrale
- Puce isolinéaire
- Ordinateurs
- Interfaces
- Moyens de communications : hologrammes, ordinateurs mais également téléphones
- Écran de visualisation
- Équipement d'ordonnance
- Tricordeurs
- Traducteurs universel
- PADD
- Holodeck
- Holoémetteur
- Faiseur de pensées
- Balises
- Robots
- Nanites
- Combinaison d'interface
- Inhibiteur de transport

## Moyens de transport
- Moteur à impulsion
- Moteur à distorsion

Le moteur à distorsion est un système de propulsion qui permet aux vaisseaux spatiaux de se déplacer à des vitesses supraluminiques, c'est-à-dire des vitesses supérieures à la vitesse de la lumière. L'inventeur de cette technologie est le docteur Zefram Cochrane, en 2063.
- Moteur sporique

Le moteur sporique est un type de moteur expérimental testé par Starfleet au début du XXIIe siècle. En utilisant des spores, il permet aux vaisseaux qui possèdent de tels moteurs de se déplacer instantanément le long du mycélium qui parcourt le multivers.
Il équipe notamment l'USS Discovery et l'USS Glenn ; ce dernier fut détruit lors d'un essai de saut longue distance.
- Onde soliton
- Station relais
- Téléportation
- Transdistortion
- Turbolift
- Vaisseaux
- Voyage dans le temps

## Sécurité
- Boucliers
- Module de confinement
- Dispositifs d'occultation
- Détecteurs

## Armement
- Armes blanches
- Armes à énergie dirigée
- Brcelets-armes
- Lasers
- Phaseurs
- Disrupteurs
- Torpilles : Photonique, Quantique, Positronique, Transphasiques
- Armes aux Talaron
- Missiles
- Bombes
- Mines
- Armes biogéniques